# Chevrolet 150
Chevrolet 150 («Шевроле́ уан-фифти») — американский полноразмерный легковой автомобиль, выпускавшийся подразделением Chevrolet корпорации General Motors как модель с 1953 по 1957 год.
Модель занимала самую нижнюю строчку в модельной гамме Chevrolet. Это был доступный, неприхотливый автомобиль, популярный среди таксистов, полиции и тех, кому просто не нужны были мощный мотор и другие «навороты». Тем не менее, за дополнительную плату на него можно было установить почти все, даже новейший V8, оснащённый впрыском топлива Ram Jet от модели Chevrolet Bel Air.
Система Ram Jet была разработана Джоном Дольца и Дональдом Стольтманом, инженерами отделения Rochester, и Зорой Аркус-Дантовым, главным инженером проекта Chevrolet Corvette, и считается одной из первых надёжных систем электронного впрыска.

## 1953—1954
1953 год
В этом модельном году в гамме отделения Chevrolet впервые появились недорогие модели 150 и 210. Для 150-й предлагались следующие двигатели:
- 216 in³ «Thrift-master» L6 93 л. с. (только для кузова sedan delivery)
- 235 in³ «Thrift-King» L6 108 л. с.

КПП:
- 3-ступенчатая ручная, модели Syncromesh (Синхромэш).

1954 год
Обновлена гамма силовых агрегатов.
Двигатели:
- 216 in³ «Thrift-master» L6 93 л. с. (только для кузова sedan delivery)
- 235 in³ «Blue Flame» L6 115 л. с.

КПП:
- 3-ст. МКПП Syncromesh
- 2-ст. АКПП Powerglide (Пауэрглайд)

## 1955—1957
1955
Этот год — один из поворотных моментов в истории марки: все полноразмерные модели Chevrolet были переведены на новую платформу. Также появился новейший мотор V8 4,3 л, давший впоследствии начало целому семейству двигателей Small Block.
Двигатели:
- 235 in³ «Blue Flame» L6 123 л. с.(МКПП)
- 235 in³ "Blue Flame L6 136 л. с.(АКПП)
- 265 in³ «Turbo-Fire» OHV V8 162 л. с.
- 265 in³ «Turbo-Fire» OHV V8 180 л. с. (версия с 4-камерным карбюратором, за дополнительную плату)

КПП:
- 3-ст. МКПП Syncromesh
- 3-ст. МКПП Syncromesh с повышающей передачей (overdrive unit)
- 2-ст. АКПП Powerglide

1956
Стайлинг линейки был обновлён, как и моторная гамма.
Двигатели:
- 235 in³ «Blue Flame» L6 140 л. с.
- 265 in³ «Turbo-Fire» OHV V8 170 л. с.
- 265 in³ «Turbo-Fire» OHV V8 210 л. с. (двухкамерный карбюратор)
- 265 in³ «Turbo-Fire» OHV V8 225 л. с. (четырёхкамерный карбюратор)

КПП:
- 3-ст. МКПП Syncromesh
- 3-ст. МКПП Syncromesh с повышающей передачей (overdrive unit)
- 2-ст. АКПП Powerglide

1957

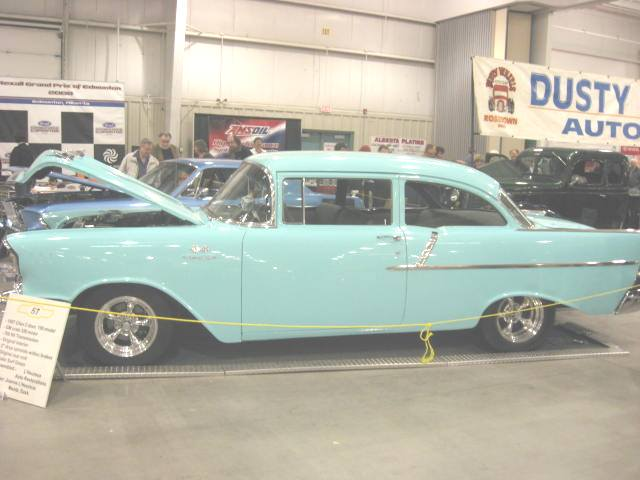
1957 Chevrolet 150 sedan

Модели этого года заслуженно считаются одним из автомобильных символов Америки. Яркий и броский, нетривиальный стайлинг, уникальный впрысковый V8 оставили заметный след в мировой автоистории.
Двигатели:
- 235 in³ «Blue Flame» L6 140 л. с.
- 265 in³ «Turbo-Fire» OHV V8 162 л. с.
- 283 in³ «Super Turbo-Fire» OHV V8 185 л. с.
- 283 in³ «Super Turbo-Fire» OHV V8 220 л. с. (четырёхкамерный карбюратор)
- 283 in³ «Super Turbo-Fire» OHV V8 270 л. с. (сдвоенные четырёхкамерные карбюраторы)
- 283 in³ «Super Turbo-Fire» OHV V8 283 л. с. (впрыск топлива Ram Jet фирмы Rochester)

КПП:
- 3-ст. МКПП Syncromesh
- 3-ст. МКПП Syncromesh с повышающей передачей (overdrive unit)
- 2-ст. АКПП Powerglide
- АКПП Turboglide (Турбоглайд)